# Чжанпін
Чжанпін (кит. спр. 漳平市, піньїнь: Zhāngpíng Shì) — місто-повіт в китайській провінції Фуцзянь, складова міста Лун'янь.

## Географія
Чжанпін розташовується на сході префектури, лежить на річці Цзюлун.

### Клімат
Місто знаходиться у зоні, котра характеризується вологим субтропічним кліматом. Найтепліший місяць — липень із середньою температурою 28,2 °C. Найхолодніший місяць — січень, із середньою температурою 12,2 °С.
| Клімат Чжанпіна         | Клімат Чжанпіна | Клімат Чжанпіна | Клімат Чжанпіна | Клімат Чжанпіна | Клімат Чжанпіна | Клімат Чжанпіна | Клімат Чжанпіна | Клімат Чжанпіна | Клімат Чжанпіна | Клімат Чжанпіна | Клімат Чжанпіна | Клімат Чжанпіна | Клімат Чжанпіна |
| Показник                | Січ.            | Лют.            | Бер.            | Квіт.           | Трав.           | Черв.           | Лип.            | Серп.           | Вер.            | Жовт.           | Лист.           | Груд.           | Рік             |
| Середній максимум, °C   | 18,5            | 20              | 22,3            | 26,3            | 29,5            | 31,8            | 34,8            | 34,1            | 31,8            | 28,7            | 24,4            | 20,1            | 26,9            |
| Середня температура, °C | 12,2            | 14,1            | 16,7            | 20,7            | 24              | 26,4            | 28,2            | 27,6            | 25,8            | 22,2            | 17,4            | 12,8            | 20,7            |
| Середній мінімум, °C    | 8,3             | 10,2            | 13              | 17              | 20,1            | 22,8            | 23,8            | 23,7            | 22              | 17,8            | 12,8            | 8,5             | 16,7            |
| Норма опадів, мм        | 52.2            | 103.1           | 173.9           | 179.4           | 214.6           | 243.2           | 139.2           | 180.4           | 127.8           | 46              | 37.6            | 37.4            | 1534.8          |
| Вологість повітря, %    | 77              | 77              | 79              | 79              | 79              | 81              | 76              | 79              | 78              | 75              | 75              | 77              | 77.7            |
| ----------------------- | --------------- | --------------- | --------------- | --------------- | --------------- | --------------- | --------------- | --------------- | --------------- | --------------- | --------------- | --------------- | --------------- |
| Джерело: data.cma.cn    |                 |                 |                 |                 |                 |                 |                 |                 |                 |                 |                 |                 |                 |